# Richard Stilgoe
Sir Richard Henry Simpson Stilgoe KBE (* 28. März 1943 in Camberley) ist ein britischer Songtexter und Musiker. Er verfasste den Text zu den Musicals Starlight Express und Das Phantom der Oper.
Richard Stilgoe komponierte und textete mehr als 100 Songs, die auf der ganzen Welt durch Radio, Fernsehen und Bühne bekannt wurden. Für Andrew Lloyd Webber schrieb er die ersten Zeilen des Musicals „Cats“, den Text für „Starlight Express“ und „The Phantom Of The Opera“. Kinder stehen im künstlerisch thematischen Mittelpunkt seiner Arbeit. Richard Stilgoe gründete den Orpheus Trust, eine Institution, die behinderten Kindern Musik näher bringt und ihnen hilft, selbst zu musizieren, und leitete das National Youth Music Theatre, für das er die Musik und die Texte von „Bodywork“ schrieb. Das Stück hatte 1987 beim Edinburgh Festival Premiere und wurde im selben Jahr auf Platte veröffentlicht. Sein Musical „The Day The Earth Moved“ wurde 1999 uraufgeführt. Folgende Ehrungen wurden ihm zuteil: Zwei Tony-Nominierungen, drei Monte Carlo-Preise, ein Prix Italia, die Ehrendoktor-Würde und die Auszeichnung Order of the British Empire.